# Bringin' On the Heartbreak
"Bringin' on the Heartbreak" é uma balada gravada originalmente pela banda britânica de hard rock Def Leppard. Foi o segundo single do álbum de 1981, High 'n' Dry. A música foi escrita por três dos membros da banda: Steve Clark, Pete Willis, e Joe Elliott.

## Produção e composição
Def Leppard gravou a música para seu segundo álbum, High 'n' Dry. Seu título de trabalho tinha sido "A Certain Heartache", e a faixa (junto com as outras do álbum) foi produzida por Robert John "Mutt" Lange. Lange disse que achava que a banda pretendia fazer o verso da música "jangley" e "uma algo que soasse como 'Stairway to Heaven'; Steve [Clark] gosta daquele longo e violento embate de guitarra". Cliff Burnstein, o gerente do Def Leppard e um representante de A&R para Mercury Records, disse mais tarde que Pete Willis estava com vergonha de tocar a música para ele, porque era uma balada. Burnstein originalmente pensou que ela tinha potencial para ser um single de sucesso se fosse gravado por um artista como Bonnie Tyler.
No início da música, após a parte da harmonia da guitarra, uma voz fraca é audível. Diz "Fora de sintonia, hein? Os de Pete ...". Isso é conversa de estúdio falando sobre o fato de que, para alcançar o tom da guitarra nos versos, os guitarristas Pete Willis e Steve Clark desafinaram seus violões um do outro. De acordo com o clipe de áudio, Willis foi o único a afinar seu violão.
O High 'n' Dry foi lançado nos EUA no verão de 1981. "Bringin 'On the Heartbreak" foi lançado comercialmente nos EUA em 13 de novembro, com "Me and My Wine" (uma faixa que não é do álbum) e "You Got Me Correndo incluído como lado B. Ele não apareceu nas paradas americanas, mas seu videoclipe foi exibido pelo canal de televisão MTV, lançado recentemente, e recebeu forte rotação. A popularidade do vídeo e a exposição que a banda recebeu causaram um ressurgimento nas vendas do High 'n' Dry, que posteriormente vendeu mais de dois milhões de cópias. Foi lançado no México como "Llevarlo en la Desilusión" com "Yo y mi Vino", apresentando a arte da capa do single "Too Late for Love".
O High 'n' Dry foi reeditado em maio de 1984 com duas novas faixas, uma das quais foi um remix pesado com sintetizadores - "Bringin 'On the Heartbreak". Apresentando Phil Collen na guitarra, o remix foi lançado como um single com um vídeo recém-filmado e chegou ao número 61 na Billboard Hot 100 dos EUA. A versão original da música foi posteriormente incluída em três de seus álbuns de compilação: Vault: Def Leppard Greatest Hits (1980–1995) (1995) Best of Def Leppard (2004) e Rock of Ages: The Definitive Collection (2005). A última compilação termina com o instrumental "Switch 625", como em High 'n' Dry. Steve Huey, da Allmusic caracterizou a música como uma "balada de rock descaradamente dramática".

### Vídeo musical
O primeiro videoclipe foi dirigido por Doug Smith e é uma gravação ao vivo de Def Leppard tocando a música no Royal Court Theatre em Liverpool, Inglaterra, em 22 de julho de 1981. Foi originalmente filmado (junto com clipes de "Let It Go" e "High 'n' Dry") como parte da série de televisão sobre a rede norte-americana ABC, Rock Concert do Don Kirshner. O segundo vídeo musical, dirigido por David Mallet, foi filmado em fevereiro de 1984 em Biscuit Factory de Jacob em Lake, Dublin, Irlanda. A versão original do segundo vídeo com o remix está disponível apenas nas versões VHS e Laser Disc da compilação de vídeos da banda, Historia. Reedições de DVD de Historia e as subsequentes compilações de vídeos da banda Best of the Videos e Rock of Ages - The DVD Collection substitui a trilha sonora do remix pela gravação original do LP High 'n' Dry.
Lista de faixas 
7 "Mercury / 818 779-7 (EUA)
"Bringin 'On the Heartbreak" (remix)
"Me & My Wine" (remix)

### Desempenho nas paradas musicais
| Tabela musical (1984-85)             | Melhor posição |
| ------------------------------------ | -------------- |
| Estados Unidos (Billboard Hot 100) 1 | 61             |

## Versão de Mariah Carey
"Bringin' on the Heartbreak" é uma versão cover feita por Mariah Carey em 2002. Mariah co-produziu a canção com o produtor Randy Jackson para o seu álbum Charmbracelet. Carey citou a música original como uma de suas favoritas quando era criança, e disse que teve a ideia de regrava-la ao ouvir o álbum Vault, de Def Leppard, durante a sessão de fotos de Charmbracelet—"Acabei de colocar a música e comecei a ouvi-la, e eu disse: "Sabe de uma coisa? Eu poderia fazer isso do meu jeito", disse ela. A música foi produzida em estilo de balada com influências de rock e conta com a participação de Rob Bacon. (A versão single também apresentava um solo gravado recentemente e extras de guitarra executados por Dave Navarro.) Uma das poucas músicas de Carey com forte influência do rock, foi lançada como terceiro e último single do álbum em 2003.

### Recepção crítica
A versão cover recebeu críticas positivas de vários críticos. A Rolling Stone descreveu a música como "o corte mais cativante [em Charmbracelet] ... um remake orquestral fascinantemente exagerado". Phil Collen elogiou o cover de Carey como uma "versão genuína da nossa música" e o defendeu dos fãs mais críticos de Def Leppard: "Os fãs realmente entendem errado algumas vezes. Ela está do nosso lado e é uma honra ela fazer isso. Realmente, é a única maneira de sermos tocados". A versão de Carey foi o número 24 na lista "Momentos Menos Metal" do VH1—em um segmento intitulado "Bringin 'On the Headache" — porque muitos fãs e músicos de metal não gostaram do remake. Ao mesmo tempo, Mark Edward Nero, do site About.com, classificou-o no número 2 da lista de "5 melhores músicas cover de R&B/Pop Crossover" e disse que a versão de Carey é "superior à original". Questionado sobre a versão cover de Carey, Joe Elliott disse ao Las Vegas Sun: "Acho que ela fez um trabalho muito bom. É fiel ao arranjo, mas não como uma música de rock". Referindo-se aos vocais de Carey no final, Elliott comentou que sua "ginástica vocal surpreendente no final ... faz Minnie Riperton parecer Tom Waits". A Billboard foi favorável ao chamá-lo de "definido" também analisou esta música favoravelmente: "Outro ponto alto é a versão dela da música do Def Leppard, 'Bringin On the Heartbreak'. Começa como uma lenta jam de piano; então o refrão é interrompido por uma dramática progressão de acordes. A voz precisa e vibrante de Carey está transformando uma balada poderosa em algo mais delicado". Sal Cinquemani, da Slant Magazine, chamou o cover de "ousado" e elogiou sua "quantidade surpreendente de instrumentação ao vivo, que contribui para uma sensação geral de calor que, de outra forma, faltava ao trabalho recente de Carey". Rich Juzwiak, da Stylus, chamou a versão de Mariah da música de "épica". Com exceção de AllMusic, que fez críticas mistas, afirmou que sua melhor música do álbum, mas também notou que "nem sequer é tão boa assim".

### Desempenho comercial
Semelhante à performance comercial de "Boy (I Need You)", o segundo single do álbum, "Bringin 'On the Heartbreak" falhou ao entrar na Billboard Hot 100,  ou na parada de singles Bubbling Under Hot 100 Singles porque era apenas um single de airplay. Chegou ao top 40 na Suíça, mas atingiu o pico fora do top 40 na Áustria. Junior Vasquez, Mike Rizzo e Ruanne produziram remixes da música para clubes, que receberam um lançamento mais amplo em singles promocionais do que comerciais e receberam rotações em boates em todo o mundo — a música alcançou os cinco primeiros lugares na Billboard Hot Dance Club Play dos EUA.

### Promoção
Em 7 de dezembro de 2002, Carey performou a música junto com "Through the Rain" e "My All" na frente de uma multidão de 50.000 pessoas, no concerto de encerramento do Teletón mexicano, que aconteceu no Estádio Azteca do país. Anunciada como a "estrela" do show, ela se apresentou em um vestido preto. Enquanto com "Through the Rain" e "My All" ela não atraiu o público, a performance de "Bringin 'On the Heartbreak" foi vista como o destaque de sua apresentação.

### Videoclipe
O videoclipe foi dirigido pelo diretor Sanaa Hamri e filmado no Grand Olympic Auditorium, em Los Angeles, no dia 8 de Março de 2003. O clipe tem a participação de Randy Jackson, Dave Navarro (que toca a guitarra na música), Evan Marriott (como um piloto de helicóptero / guarda-costas) e o modelo Damon Willis. A atriz Carmen Electra esteve na gravação do videoclipe.

### Faixas e formatos
| Europa CD single |                                           |         |  |
| N.º              | Título                                    | Duração |  |
| 1.               | "Bringin' on the Heartbreak"              | 4:13    |  |
| 2.               | "Miss You" (com Jadakiss)                 | 5:09    |  |
| 3.               | "Bringin' on the Heartbreak" (Live)       | 4:52    |  |
| 4.               | "Bringin' on the Heartbreak" (Videoclipe) |         |  |

| Estados Unidos CD single |                                                      |         |  |
| N.º                      | Título                                               | Duração |  |
| 1.                       | "Bringin' on the Heartbreak" (Mainstream Version)    | 3:59    |  |
| 2.                       | "Bringin' on the Heartbreak" (Mainstream AC Version) | 3:59    |  |
| 3.                       | "Bringin' on the Heartbreak" (Call Out Hook)         | 0:10    |  |

### Desempenho nas paradas musicais
| Tabela musical (2003)                         | Melhor posição |
| --------------------------------------------- | -------------- |
| Áustria (Ö3 Austria Top 75)                   | 55             |
| Bélgica (Ultratip Bubbling Under de Flandres) | 11             |
| Bélgica (Ultratop 50 da Valônia)              | 40             |
| Estados Unidos (Billboard Dance Club Songs)   | 5              |
| Suíça (Schweizer Hitparade)                   | 28             |